# Portrety ojca i matki
Portrety matki i ojca – dyptyk niemieckiego malarza i grafika, Albrechta Dürera. 
Pierwotnie był to dyptyk, jeden z najwcześniejszych dzieł Dürera. Powstał, gdy malarz miał 19 lat. Przedstawia jego ojca Alberta Dürera Starszego (1427–1502) oraz matkę Barbarę Holper. Dyptyk został namalowany zaraz przed odjazdem malarza z Norymbergi. Po 1588 roku dyptyk prawdopodobnie trafił do kolekcji Willibalda Imhoffa w Norymberdze (świadczy o tym spis inwentaryzacji kolekcji Imhoffa). Po roku 1628 dzieło zostało podzielone na dwa portrety. W 1630 Willibald Imhof próbował sprzedać obraz Maksymilianowi I, lecz transakcja nie została sfinalizowana. Od tego czasu podobizna matki pozostała w kolekcji Imhoffa aż do roku 1923, kiedy to została przekazana Muzeum Narodowemu w Norymberdze. Dopiero w 1979 obraz został rozpoznany jako dzieło Albrechta Dürera. Losy drugiej części dyptyku były bardziej złożone. Od 1628 roku obraz ojca trafił do kolekcji Rudolfa II. W 1675 znajdował się w kolekcji kardynała Leopolda de 'Medici. Następnie dzieło zostało przeniesione do willi Poggio Imperiale, a w 1773 roku przekazane do Muzeum Uffizi. 
W tryptyku widać jeszcze niedociągnięcia warsztatowe artysty: tułów ojca jest za cienki, a głowa w porównaniu z barkami za duża. Zwiastunem późniejszego mistrzostwa i kunsztu malarskiego jest za to jego twarz, z której emanuje ekspresja i powaga zadumanego mężczyzny. W rękach portretowany trzyma czerwony różaniec co ma wskazywać na pobożność mężczyzny. Kobieta ubrana jest w typowy dla regionu strój: czerwona suknia z widoczną pod niej białą szatą i z białym welonem na głowie ściśle zasłaniającym włosy. W dłoniach matki również znajduje się czerwony różaniec. Obie postacie są zwrócone ku sobie. 
Z tyłu obrazu umieszczono herb rodziny Dürerów - otwarte drzwi i kozica

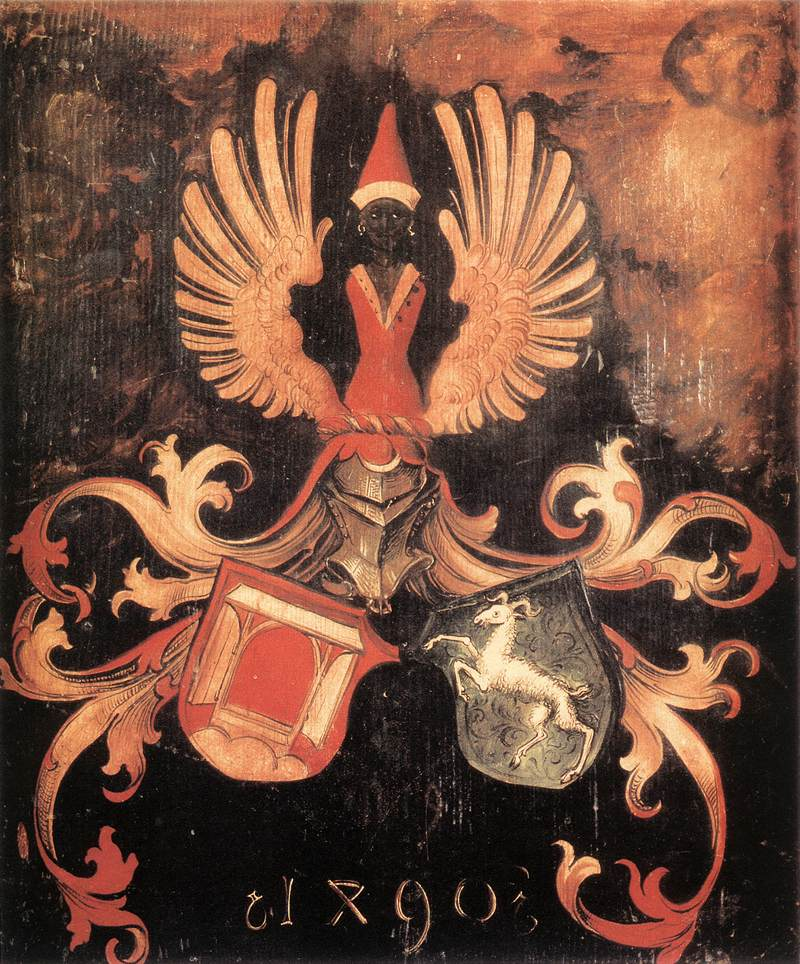
Herb rodzinny Dürerów
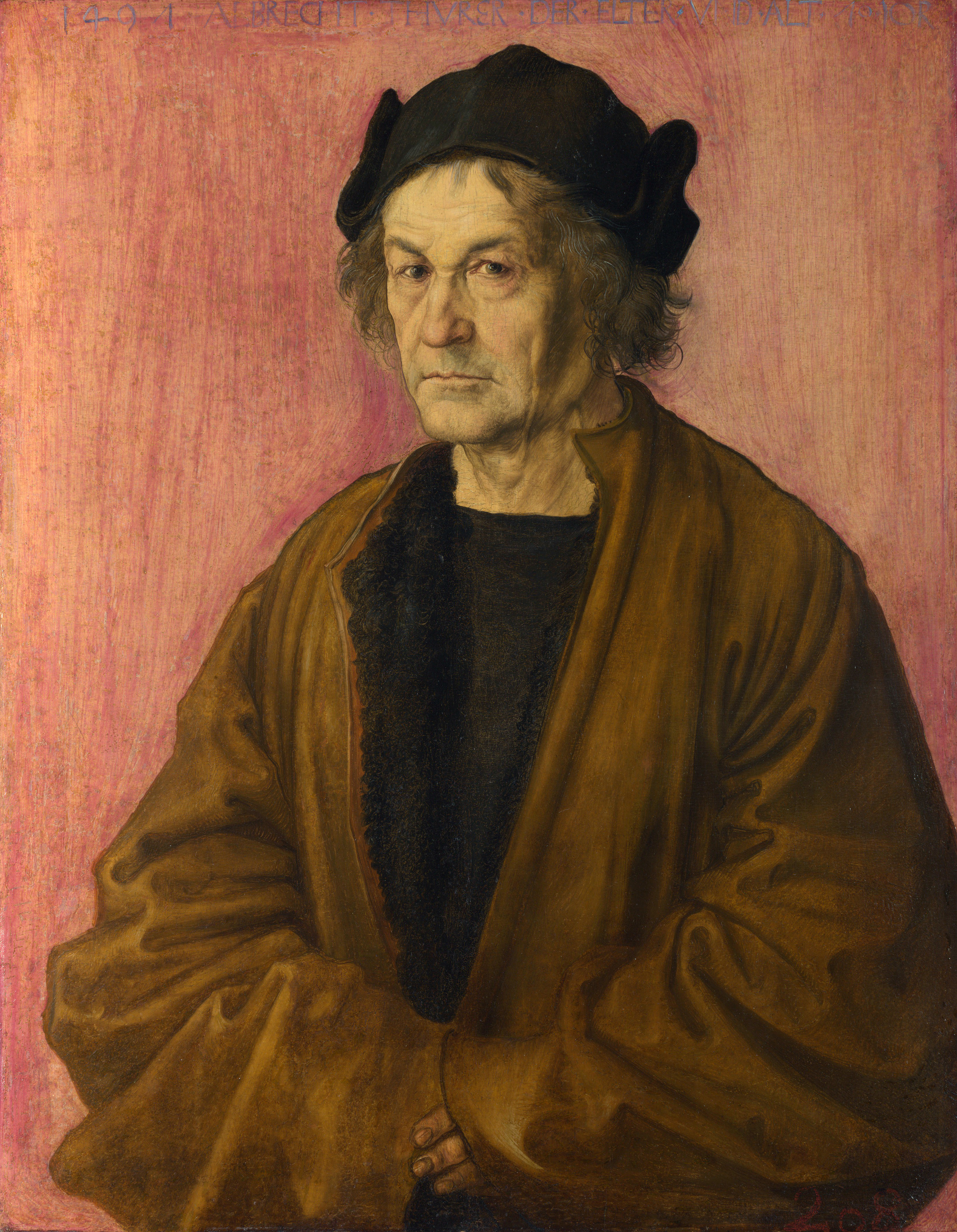
Portret Albrechta Dürera z 1490 Galeria Uffizi
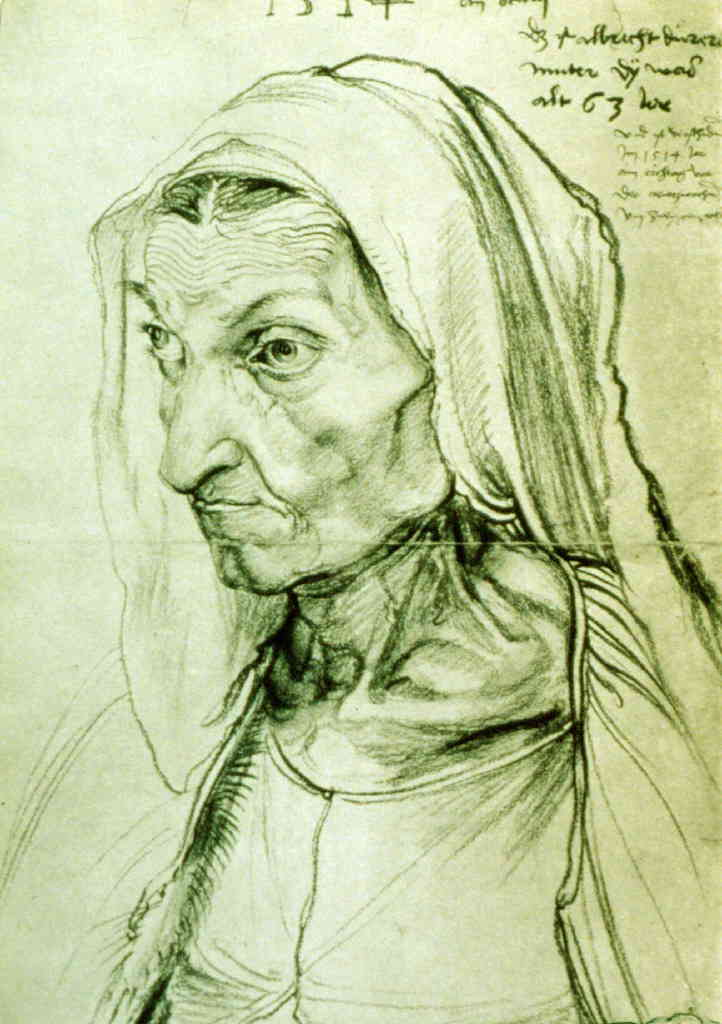
Portret matki z 1514 roku